# Grusnervmossa
Grusnervmossa (Campylopus subulatus) är en bladmossart som beskrevs av W. P. Schimper och J. Milde 1862. Grusnervmossa ingår i släktet nervmossor, och familjen Dicranaceae. Enligt den svenska rödlistan är arten sårbar i Sverige. Arten förekommer på Gotland och Götaland. Inga underarter finns listade i Catalogue of Life.